# Tiffani Thiessen
Tiffani Thiessen, également connue sous son nom complet Tiffani-Amber Thiessen (utilisé jusqu'en 2000), est une actrice et animatrice de télévision américaine, née le 23 janvier 1974 à Long Beach en Californie. 
Elle est révélée durant les années 1990 par les séries télévisées pour adolescents Sauvés par le gong (1989-1994) où elle joue le rôle de Kelly Kapowski, puis Beverly Hills 90210 en (1994-1998), où elle prête ses traits à la femme fatale Valerie Malone.
Après l'échec de Fastlane en  2001, elle revient de façon régulière à la télévision avec la série d'action FBI : Duo très spécial (2009-2014).

## Biographie

### Jeunesse et formation
Tiffani Thiessen est née à Long Beach, Californie (États-Unis) le 23 janvier 1974. Elle est la fille de Robyn, une femme au foyer, et de Frank Thiessen, un concepteur de parc et architecte paysagiste. Elle a deux frères et sœurs : un grand frère prénommé Todd (1968), ancien cycliste professionnel, et une petite sœur Schuyler (1977).
Son père est d'origine allemande et sa mère tient ses origines en Grèce, en Turquie et au Pays de Galles ; à ce propos, Tiffani Thiessen déclare dans InStyle magazine : « Je suis un bâtard. J'ai tellement de tout en moi, et encore je n'en connais pas la moitié. Allemande d'un côté, Grecque, Turque et Galloise de l'autre ».
Elle dit de son frère Todd qu'il est l'une de ses plus grandes sources d'inspiration et que sa mère et sa grand-mère ont été pour elle des modèles durant son enfance.

Elle a fréquenté la Cubberley Elementary (école primaire) et la Marshall Junior High School (collège) à Long Beach et a été diplômée, en 1992, de la Valley Professional High School à Los Angeles, Californie.
Avant de commencer sa carrière à la télévision, le premier à lui suggérer d'aller vers le show business fut son oncle Roger Ernest (qui, en son temps, partagea les bancs de l'université avec Steven Spielberg sous la direction duquel il jouera dans Rencontres du troisième type et Sugarland Express dans les années 1970).

### Débuts précoces et révélation télévisuelle (années 1990)
Après une adolescence consacrée aux concours de beauté[réf. nécessaire], Tiffani Thiessen est couronnée par le titre de Miss Junior America, en 1987 et une année plus tard, elle gagne le Teen magazine's Great Model Search en 1988, faisant la couverture du magazine en récompense : elle a alors 14 ans. 
L'année d'après, 1989, elle auditionne pour le rôle de Kelly Kapowsky dans la série Sauvés par le gong, casting très médiatisé et soutenu par le magazine qui l'a découverte. Elle obtient le rôle et commence ainsi, à seulement 15 ans, une prometteuse carrière d'actrice. Dès la première année, elle est nommée pour le prix de la meilleure jeune artiste (the Young Artist Award) et le sera également en 1991 et 1992 mais sans l'emporter (Winona Ryder, en 1989 et Thora Birch, en 1991 gagnant notamment). La série rencontrera beaucoup de succès : elle connaîtra 4 saisons (entre le 20 août 1989 et le 22 mai 1993), 2 téléfilms (L'aventure hawaïenne en 1992 et Mariage à Las Vegas en 1994) et 1 spin-off : Sauvés par le gong : Les Années lycée (entre le 22 mai 1993 et le 8 février 1994).
Pour élargir sa visibilité à la télévision, Tiffani Thiessen fait des apparitions en tant que guest dans des sitcoms à succès : Mariés, deux enfants (Married… with Children), Charles s'en charge et The Hogan Family en 1990, Notre belle famille, The Powers That Be et Petite fleur en 1992 ; mais également dans de nombreux téléfilms : A killer among friends en 1992, Son in Law en 1993, en plus de ses deux rôles dans les téléfilms adaptés de Sauvés par le gong en 1992 et 1994.
Après que son rôle de Kelly Kapowski dans Sauvés par le gong s'est terminé en 1994, le producteur star Aaron Spelling confie à la jeune actrice un rôle dans sa série à succès Beverly Hills 90210 dans le but d'y interpréter la vamp Valérie Malone. Elle interprétera ce rôle l'espace de 5 saisons, de la 5 à la 9, faisant notamment à la suite du départ précipité de Shannen Doherty (1990-1994). Ce personnage est à l'opposé de celui de Kelly Kapowski qu'elle interprétait auparavant : de la gentille fille, bien sous tous rapports, un brin naïve et toujours serviable, la voilà sous les traits d'une femme fatale manipulatrice et sans état d'âme. Certainement un tournant dans sa carrière, à laquelle elle donne une autre dimension, celle du passage à l'âge adulte.
C'est à cette même époque que Tiffani Thiessen commence à aller vers des rôles plus dramatiques à la télévision, comme La Vérité en face (1995), L'Affront (1995), Rêves en eaux troubles (1996), Secrets enfouis (1996) ou Une nuit en enfer 2 : Le Prix du sang (1999).

### Expériences cinématographiques et échecs (années 2000)
L'arrêt de la série Beverly Hills 90210 en mai 2000, après 10 saisons, amène l'actrice à tenter une carrière au cinéma. Elle décroche coup sur coup trois rôles secondaires dans des comédies : la sociale Un homme à femmes (The Ladies Man) de Reginald Hudlin et la parodie potache Scary Scream Movie en 2000, et surtout la satire Hollywood Ending, sous la direction de Woody Allen, en 2002. Ces tentatives vers le grand-écran sont des échecs commerciaux, qui l'amènent à persister à la télévision en parallèle, elle fait ainsi des apparitions plus ou moins longues dans des sitcoms : Un toit pour trois pour 8 épisodes en 2000 et Voilà ! pour 3 épisodes en 2001.
Pour la rentrée 2002, elle se voit ainsi confier un nouveau rôle régulier : celui de la chef sexy et dure à cuire Billie Chambers du tandem de détectives privés de la série d'action Fastlane'. Pourtant, malgré une production haut de gamme et un parti pris visuel marqué, la série est interrompue au bout de la première saison (jugée trop chère par la chaîne FOX). Elle rebondit dès la rentrée suivante vers une sitcom lancée un an plus tôt, Good Morning, Miami. Le programme, en difficulté dans les audiences, compte sur la touche glamour apportée par l'actrice. Mais le personnage ne convainc pas, et est supprimé au bout de 13 épisodes.  L'actrice va  alors affronter sa première traversée du désert en 15 ans de carrière. Le téléphone commence à moins sonner.
Elle tente dès 2006 de revenir avec un rôle régulier dans une sitcom : mais le pilote de Stroller wars n'est pas commandé pour la rentrée 2006, et elle tourne un téléfilm d'action de série B, Pandemic : Virus fatal aux côtés de Faye Dunaway, Vincent Spano, Eric Roberts, Bob Gunton et French Stewart, diffusé en mai 2007. Quelques mois plus tard, elle revient dans un rôle récurrent : celui de Natasha Drew dans la série sentimentale  What About Brian. mais le programme s'arrête au bout de cette seconde saison, faute d'audiences. Elle revient donc aux téléfilms, et joue dans Cyborg Soldier (en) avec Bruce Greenwood, et qui sort directement en vidéo en octobre 2008.

### Retour au premier plan (années 2010)
La rentrée 2009 lui permet de revenir sur le devant de la scène : elle décroche le premier rôle féminin d'une série d'action, FBI : Duo très spécial, portée par le tandem Matthew Bomer et Tim DeKay. Le programme s'impose comme un succès critique et commercial pour la chaîne câblée USA Network, et connaît 6 saisons et 84 épisodes, avant de se conclure en mai 2014.
En avril 2015, elle se reconvertit comme animatrice. Elle produit et présente l'émission de cuisine Dinner at Tiffani's sur Cooking Channel, où elle invite des vedettes de la télévision, et d'anciens collègues de ses séries à succès. Les audiences sont très bonnes et le programme est toujours en cours de diffusion.
Depuis mars 2018, elle interprète le rôle de Lori Mendoza dans la Série pour adolescents produite par Netflix : Alexa & Katie. Tiffany Thiessen y joue le personnage de Lori, la maman poule d'Alexa, l'une des deux héroïnes de la série. Alexa est une adolescente de 15 ans, atteinte d'un cancer qui souhaite ne pas faire connaître son état de santé à ses amis du lycée pour pouvoir continuer à vivre une vie normale. Il s'agit du retour de Tiffany Thiessen dans un rôle principal au sein d'une série TV. La saison 1 de la série compte 13 épisodes et Netflix a commandé une deuxième saison à venir en 2018-2019. La série compte désormais 3 saisons et 39 épisodes.

## Anecdotes
- Sa meilleure amie était Jennie Garth, également actrice dans la série Beverly Hills 90210. Ainsi, Tiffani était demoiselle d'honneur au mariage de Jennie Garth et Peter Facinelli (Fastlane).
- Aujourd'hui, elle utilise le nom de Tiffani Thiessen. Ainsi, son agent a dit « qu'elle n'est plus une enfant »[5].
- Tiffani a été élue Miss America Junior en 1987.
- Après le départ de Shannen Doherty de la série Charmed, Aaron Spelling lui a proposé le rôle de Prue mais elle l'a refusé. Elle avait déjà remplacé Doherty dans Beverly Hills 90210.
- Tiffani adore la France. D'ailleurs, le buffet de son mariage était français, et plus particulièrement provençal[6].
- Elle a créé sa propre société de production : « Tit 4 Tat Productions » ; via cette société, elle a produit son court-métrage Just pray en 2005.
- Sa robe de mariée a été dessinée par Vera Wang.
- Elle occupe le 43e rang dans le classement des 100 plus grands enfants stars (100 greatest teen stars) établi en 2006 par VH1[7].

## Filmographie

### Cinéma
- 1993 : L'Apprenti fermier (Son in Law) : Tracy
- 1999 : Speedway Junky : Wilma Price
- 1999 : Allergique à l'amour (en) (Love Stinks) : Rebecca Melini
- 2000 : Ivans Xtc de Bernard Rose : Marie Stein
- 2000 : Un homme à femmes (The Ladies Man) de Reginald Hudlin : Honey DeLune
- 2002 : Hollywood Ending : Sharon Bates

### Téléfilms et vidéos
- 1992 : Sauvés par le gong : l'aventure hawaïenne (téléfilm) : Kelly Kapowski
- 1992 : A Killer Among Friends (en) (téléfilm) : Jenny Monroe
- 1994 : Sauvés par le gong : mariage à Las Vegas (téléfilm) : Kelly Kapowski
- 1995 : La Vérité en face (téléfilm) : Jennifer Gallagher
- 1995 : L'Affront (téléfilm) : Caitlin Rose
- 1996 : Rêves en eaux troubles (téléfilm) : Alison Sullivan
- 1996 : Secrets enfouis (téléfilm) : Annalisse Vellum
- 1999 : Une nuit en enfer 2 : Le Prix du sang (vidéo) : Pam
- 2000 : Scary Scream Movie (vidéo) : Hagitha Hag Utslay
- 2001 : Everything But the Girl (téléfilm) : Denise
- 2001 : A Christmas Adventure… From a Book Called Wisely's Tales (téléfilm) : Renarde (voix)
- 2006 : Stroller Wars (téléfilm) : Lainey
- 2007 : Pandemic : Virus fatal (téléfilm) : Dr Kayla Martin
- 2008 : Cyborg Soldier (vidéo) : Lindsay Reardon
- 2014 : Northpole (téléfilm) : Chelsea

### Séries télévisées
- 1989 - 1992 : Sauvés par le gong : Kelly Kapowski
- 1990 : Charles s'en charge : Jennifer (Saison 5, épisode 5)
- 1990 : Mariés, deux enfants : Heather McCoy (Saison 4, épisode 18)
- 1990 : The Hogan family : Brooke (Saison 6, épisodes 1 et 2)
- 1992 : Petite Fleur : Ricki (Saison 2, épisode 23)
- 1992 : Notre belle famille : Tina Gordon (Saison 1, épisode 20)
- 1992 : The powers that be : Barbara (Saison 2, épisode 5)
- 1993 : Sauvés par le gong : Les Années lycée : Kelly Kapowski
- 1994 : L'Homme à la Rolls : Andrea Pierce (Saison 1, épisode 8)
- 1994 - 1998 : Beverly Hills 90210 : Valerie Malone (Saison 5 à 8, saison 9, épisodes 1 à 7 et saison 10, épisode 27)
- 1998 : Love Therapy : Stephanie MacGregor (Saison 1, épisode 14)
- 1999 : Infos FM : Foxy Jackson (Saison 5, épisode 15)
- 1999 - 2000 : Un toit pour trois : Marti (Saison 3, épisodes 19 à 24 et saison 4, épisodes 1,3,5 et 7)
- 2001 : Voilà ! : Amy Watson (Saison 6, épisodes 5 à 7)
- 2002 : Fastlane : Wilhelmina « Billie » Chambers
- 2003 : Good Morning, Miami : Victoria Hill (Saison 2, épisodes 1 à 4 et 6 à 10)
- 2006 : What About Brian : Natasha Drew (Saison 2, épisodes 15 à 19)
- 2007 : Pandemic : Virus fatal : Kayla Martin
- 2009 - 2014 : FBI : Duo très spécial : Elizabeth Burke
- 2017 : American Housewife : Céleste (saison 1, épisode 22)
- 2018 - 2020 : Alexa et Katie : Lori Mendoza (39 épisodes)

## Distinctions

### Nominations
- Young Artist Awards 1990 : meilleure jeune distribution pour Sauvés par le gong partagée avec Elizabeth Berkley, Mark-Paul Gosselaar, Mario Lopez, Dustin Diamond et Lark Voorhies
- Young Artist Awards 1992 : meilleure jeune actrice pour Sauvés par le gong
- Young Artist Awards 1993 : meilleure jeune actrice pour Sauvés par le gong
- Daytime Emmy Awards 2021 : Meilleure actrice dans un second rôle  pour Alexa et Katie

## Voix françaises
- Virginie Méry dans : 
  - Beverly Hills 90210 (1994-2000)
  - Un toit pour trois (2000)
  - What About Brian (2007)
  - FBI : Duo très spécial (2009-2014)

- Valérie Siclay dans Sauvés par le gong (1989-1993)

- Laurence Dourlens dans Fastlane (2002)

- Sophie Frison dans Alexa et Katie (2018-2020)